# Olympische Sommerspiele 1988/Teilnehmer (Kamerun)
| Gelbes Symbol für Goldmedaillen mit stilisierten Olympischen Ringen | Graues Symbol für Silbermedaillen mit stilisierten Olympischen Ringen | Braundes Symbol für Bronzemedaillen mit stilisierten Olympischen Ringen |
| ------------------------------------------------------------------- | --------------------------------------------------------------------- | ----------------------------------------------------------------------- |
| —                                                                   | —                                                                     | —                                                                       |

Kamerun nahm an den Olympischen Sommerspielen 1988 in Seoul, Südkorea, mit einer Delegation von 15 Sportlern (13 Männer und zwei Frauen) teil.

## Teilnehmer nach Sportarten

### Boxen
- Jean-Paul Bonatou
Leichtgewicht: 17. Platz

- Martin N’Dongo
Halbweltergewicht: 17. Platz

- François Mayo
Halbmittelgewicht: 17. Platz

- Paul Kamela
Mittelgewicht: 9. Platz

### Gewichtheben
- Théodore Nkwayed
1. Schwergewicht: 14. Platz

- Dieudonné Takou
Superschwergewicht: 14. Platz

### Leichtathletik
- Samuel Nchinda-Kaya
100 Meter: Vorläufe
200 Meter: Viertelfinale

- Ernest Tché-Noubossie
400 Meter: Vorläufe

- Frédéric Ebong-Salle
Weitsprung: 19. Platz in der Qualifikation

- Assumpta Achuo-Bei
Frauen, 400 Meter: Vorläufe
Frauen, 800 Meter: Vorläufe

- Jeanne-Nicole Ngo Minyemeck
Frauen, Kugelstoßen: 24. Platz in der Qualifikation
Frauen, Diskuswerfen: Kein gültiger Versuch

### Ringen
- Jean Manga
Weltergewicht, griechisch-römisch: Gruppenphase
Weltergewicht, Freistil: Gruppenphase

- Barthelémy N’To
Mittelgewicht, griechisch-römisch: Gruppenphase
Mittelgewicht, Freistil: Gruppenphase

- Jean-Baptiste Youmbi
Halbschwergewicht, griechisch-römisch: Gruppenphase
Halbschwergewicht, Freistil: Gruppenphase

- François Yinga
Federgewicht, Freistil: Gruppenphase